# Vlag van Jutphaas

Vlag van de gemeente Jutphaas
(tot 1971)

De vlag van Jutphaas is nimmer officieel vastgesteld als de gemeentevlag van de Utrechtse gemeente Jutphaas, maar werd wel als zodanig gebruikt. De vlag kan als volgt worden beschreven:
Twee banen van gelijke hoogte van rood en blauw.
De kleuren van de vlag zijn ontleend aan het gemeentewapen.
Op 1 juli 1971 is Jutphaas opgegaan in de gemeente Nieuwegein. De vlag is daardoor als gemeentevlag komen te vervallen.
Opmerking: volgens Sierksma gebruikte het gemeentebestuur zelf een witte vlag met daarop het geborduurde gemeentewapen.

## Verwante afbeelding

Het wapen van Jutphaas

Amerongen 
· Benschop 
· Breukelen 
· Doorn 
· Driebergen-Rijsenburg 
· Harmelen 
· Jutphaas 
· Kamerik 
· Kockengen 
· Leersum 
· Linschoten 
· Loenen 
· Loosdrecht 
· Maarn 
· Maarssen 
· Maartensdijk 
· Mijdrecht 
· Polsbroek 
· Snelrewaard 
· Stoutenburg 
· Vianen 
· Vinkeveen en Waverveen 
· Vleuten-De Meern 
· Vreeswijk 
· Wilnis 
· Zegveld 
· Zuilen